# 圣于连 (孚日省)
圣于连（法語：Saint-Julien，法語發音：[sɛ̃ ʒyljɛ̃] ⓘ）是法国大東部大區孚日省的一个市镇，属于讷沙托区。

## 地名
法语人名“Julien”在日常人名译名以及《世界人名翻譯大辭典》、《法语姓名译名手册》等主流人名译名类书籍资料中译作“朱利安”，不过在《世界地名翻译大辞典》、《世界地名译名词典》和《法国地图册》等主流地名译名类书籍资料中译作“于连”。

## 地理
圣于连（48°1'10"N, 5°53'46"E）面积14.11 平方千米，位于法国大東部大區孚日省，该省份为法国东北部内陆省份，北起默兹省和默尔特-摩泽尔省，西接上马恩省，南至上索恩省和贝尔福地区省，东临上莱茵省和下莱茵省。
与圣于连接壤的市镇（或旧市镇、城区）包括：布勒尔维尔、富谢库尔、戈东库尔、索恩河畔蒙蒂勒、莱通、蒂涅库尔。
圣于连的时区为UTC+01:00、UTC+02:00（夏令时）。

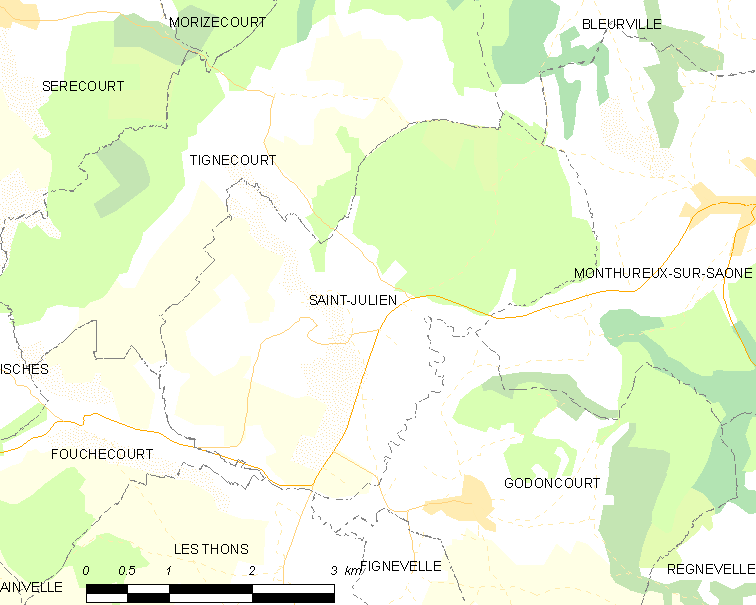
圣于连的OSM定位图

## 行政
圣于连的邮政编码为88410，INSEE市镇编码为88421。

## 政治
圣于连所属的省级选区为达尔内县。

## 人口

1962-2008年间圣于连人口变化图示

圣于连于2022年1月1日时的人口数量为103人。